# Fraileja
Fraileja (lat. Frailea), rod kaktusa smješten u vlastiti tribus Fraileeae, dio potporodice Cactoideae. Sastoji se od 19 južnoameričkih vrsta.

## Vrste
1. Frailea alexandri Metzing
2. Frailea altasensis Prestlé
3. Frailea amerhauseri Prestlé
4. Frailea buenekeri W.R.Abraham
5. Frailea castanea Backeb.
6. Frailea cataphracta (Dams) Britton & Rose
7. Frailea chiquitana Cárdenas
8. Frailea curvispina Buining & Brederoo
9. Frailea diersiana Schädlich
10. Frailea erythracantha R.Pontes, A.S.Oliveira & Deble
11. Frailea fulviseta Buining & Brederoo
12. Frailea gracillima (Lem.) Britton & Rose
13. Frailea mammifera Buining & Brederoo
14. Frailea phaeodisca (Speg.) Backeb. & F.M.Knuth
15. Frailea piltzii C.A.L.Bercht & Schädlich
16. Frailea pumila (Lem.) Britton & Rose
17. Frailea pygmaea (Speg.) Britton & Rose
18. Frailea schilinzkyana (F.Haage ex K.Schum.) Britton & Rose
19. Frailea stockingeri Prestlé